# Qishm
Qishm of Qeshm (in het Perzisch: قشم - uitspraak: kē'shm) of Jazireh-ye Qeshm of Jazirat At-tawilah (Arabisch: lang eiland) is een eiland in de Straat van Hormuz en een deel van Iran. Vanwege de strategische ligging aan de toegangspoort van de Perzische Golf vanuit de Indische Oceaan en de Golf van Oman is er vaak strijd om het bezit van het eiland geweest.

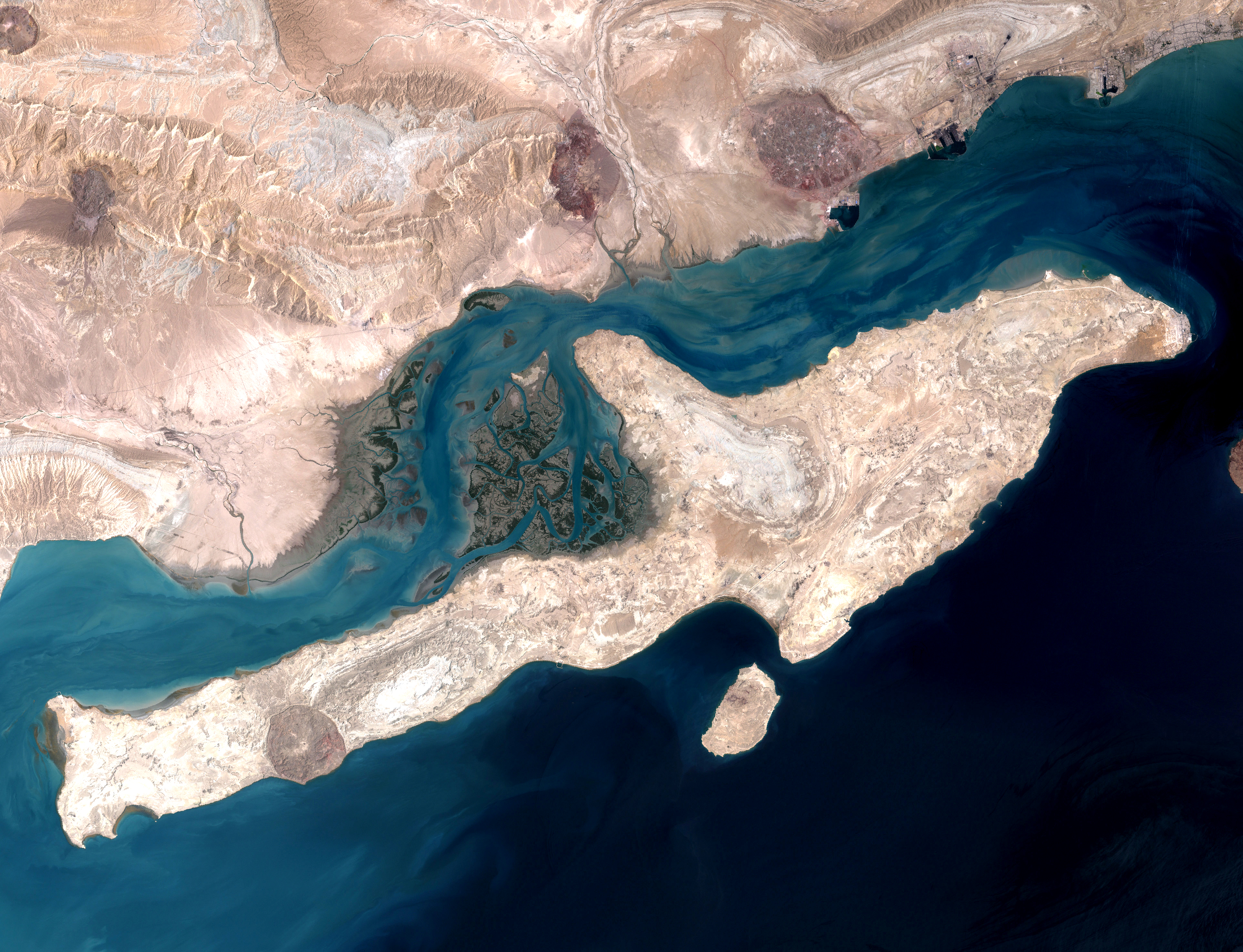
Qishm, gezien vanuit de ruimte

Het langwerpige (109 kilometer) eiland van circa 1295 km² ligt, gescheiden door de ongeveer 10 kilometer brede Straat van Clarence, voor de Iraanse kust. De hoofdplaats is Qishm op de oostpunt van het eiland; Bāsa'īdū ligt aan de westpunt. Waar irrigatie mogelijk is op de rotsachtige, kurkdroge en vrijwel onvruchtbare bodem van het eiland teelt men dadels en meloenen. Daarnaast vormen visserij, veeteelt en aanverwante economische bezigheden andere inkomstenbronnen van de 100.000 koppen tellende bevolking. Vanwege de zeldzame hagedissoorten Bunopus tuberculatus en Eremias brevirostris en sommige zeldzame vogelsoorten die in het tropische mangrovenbos van Hara en rondom het zoutmeer van Mehrakan voorkomen, is een deel van het eiland een biosfeerreservaat van de UNESCO.

## Geschiedenis
Het eiland was Perzisch bezit en is nooit door de invallende Mongolen bezet geweest. Het werd, net als de omliggende kleinere eilanden, in 1507 door de Portugezen bezet; een ruïne van hun fort staat er nog altijd. In 1622 werd het eiland onder sjah Abbas I weer heroverd, met hulp van de Britse marine, waarbij William Baffin sneuvelde. Tijdens de eerste drie Engels-Nederlandse oorlogen viel de Nederlandse vloot van de Vereenigde Oostindische Compagnie regelmatig het eiland aan. In 1645 bezetten de Nederlanders het eiland korte tijd, maar zij verlieten het om naar Kharg te gaan, honderden kilometers verderop in de Perzische Golf, waar de hitte draaglijker, want minder vochtig, was. In 1712 dreigde wederom een Perzisch-Nederlandse oorlog om het eiland, die door onderhandelingen werd voorkomen. Ook een Franse aanval op Bandar Abbas rond 1750 ging langs het eiland heen. Maar in 1760 lukte het Arabieren het eiland te veroveren.
Om hegemonie van Iran over de Perzische Golf te voorkomen, stichtten de Britten in 1820 een fort in Qishm en in 1882 een marinebasis in Bāsa'īdū. Een en ander gebeurde in het kader van verdragen met de Arabische Golfstaten die in die tijd gesloten werden. Later verplaatsten de Britten deze militaire installaties naar Kharg, wederom vanwege het klimaat.
Toen de Britten in 1935 het eiland aan Iran overdroegen, werd het een twistappel tussen Iran en de Arabische staten aan de overkant van de Golf, zeker toen onder de zeebodem ook olievelden ontdekt werden. Het recht op de oliewinning ging samenhangen met de strijd over de territoriale wateren. Sinds de Ottomaanse en Perzische decreten uit resp. 1914 en 1934 was uitgegaan van een zone van zes mijl, maar vanaf 1960 werd algemeen de twaalfmijlszone aanvaard.
Na de Islamitische Revolutie van 1979 werd het eiland opgewaardeerd tot paradepaardje van de Iraanse economie en in 1989 werd Qishm tot vrijhaven verklaard. Volgens Amerikaanse bronnen staan er op het eiland kruisraketten geïnstalleerd met de bedoeling het scheepvaartverkeer in de Straat van Hormuz te beheersen.
In de jaren tachtig werden op het eiland en onder de nabije zeebodem enorm grote aardgasreserves ontdekt, waarvan de exploitatie vrij goedkoop kan plaatsvinden. Er werden grote petrochemische industrieën en een internationale luchthaven gebouwd in een belastingvrije zone. Naar verwachting zou de gaswinning het goedkoopste aardgas ter wereld opleveren.
Op 27 november 2005 vond op het eiland een zware aardbeving plaats (6,0 op de schaal van Richter), waarbij tientallen doden vielen. Op 25 januari 2006 beefde de aarde opnieuw, deze keer had de schok een sterkte van 3,6.
Op 17 januari 2006 werd bekendgemaakt dat op het eiland de langste zoutgrot ooit gevonden was, met een lengte van 6.500 meter.